# مسعود جهانگیری
مسعود جهانگیری سیاست‌مدار ایرانی بود، که در  دوره بیست و یکم  بعنوان نماینده تویسرکان در مجلس شورای ملی حضور داشت.